# Élections législatives nord-coréennes de 1998
Les élections législatives nord-coréennes de 1998 eurent lieu le 26 juillet 1998. Il s'agissait d'élire les 687 membres de l'Assemblée populaire suprême, chaque circonscription élisant un député avec un mandat de cinq ans. Il n'y a toutefois qu'un seul candidat par circonscription, les électeurs étant invités à voter pour ou contre le candidat pré-sélectionné par le Front démocratique pour la réunification de la patrie, organisation qui regroupe les trois partis politiques autorisés: le Parti du travail de Corée, le Parti social-démocrate de Corée et le Parti Chondogyo-Chong-u.

## Déroulement et résultats

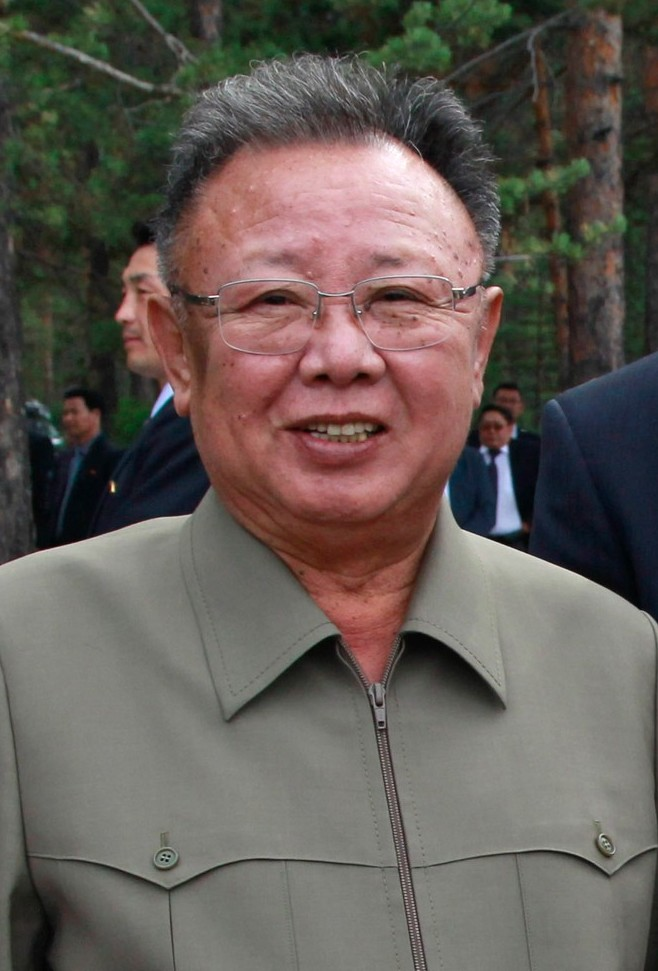
Photographie de Kim-Jong-il en 2011.

Les élections se tinrent avec trois ans de retard, les élections précédentes ayant eu lieu en 1990, et le mandat d'une législature étant de cinq ans. Les élections programmées pour 1995 furent en effet reportées à la suite du décès de Kim Il-sung en 1994.
L'agence de presse gouvernementale nord-coréenne KCNA affirma que le taux de participation avait été de 99,85 %, et que 100 % des électeurs participants votèrent pour les candidats sélectionnés. Kim Jong-il fut élu à l'unanimité dans la circonscription 666. Selon un éditorial du Rodong Sinmun, cela prouvait « à quel point le peuple coréen fait confiance à Kim Jong-il, et à quel point est solide l’unité monolithique du peuple autour de lui, uni par une même pensée, un même but et une même obligation morale ». Parmi les élus se trouvaient 138 femmes.
Les sièges furent répartis comme suit entre les différentes formations politiques - c'est-à-dire entre les différentes formations intégrées au Front démocratique pour la réunification de la patrie :

## Résultats
|                                                             |                                                             |                           |               |       |        |               |
| Parti ou mouvement                                          | Parti ou mouvement                                          | Parti ou mouvement        | Voix          | %     | Sièges | +/-           |
|                                                             |                                                             | Parti du travail de Corée |               | 100   | 601    | en stagnation |
|                                                             | Parti social-démocrate de Corée                             | 52                        | 1             | 100   |        |               |
|                                                             | Parti Chondogyo-Chong-u                                     | 24                        | 2             | 100   |        |               |
|                                                             | Indépendants                                                | 10                        | 3             | 100   |        |               |
| Total Front démocratique pour la réunification de la patrie | Total Front démocratique pour la réunification de la patrie | 687                       | en stagnation | 100   |        |               |
|                                                             |                                                             |                           |               |       |        |               |
| Total                                                       | Total                                                       | Total                     |               | 100   | 687    | en stagnation |
| Inscrits / participation                                    | Inscrits / participation                                    | Inscrits / participation  |               | 99,85 |        |               |